# Get Back (Demi Lovato)
Get Back è un singolo pubblicato nel 2008, il primo tratto da Don't Forget, l'album di debutto della cantautrice statunitense Demi Lovato. Il brano, di genere teen pop e power pop accompagnato dalla chitarra, è stato composto dall'interprete insieme ai Jonas Brothers ed ha una durata di 3:15. Fu prodotto dai Jonas Brothers e John Fields. Alla batteria c'è Jack Lawless e i Jonas Brothers e John Taylor che suonano le chitarre. Inizialmente Demi voleva scrivere riguardo a tornare insieme con un ex-fidanzato, invece di scrivere una canzone con significato o di una rottura. La canzone ha venduto più di 570000 copie negli Stati Uniti.
La canzone fu accolta con recensioni positive dai critici e fu cantata molte volte, raggiungendo la posizione #43 nella Billboard Hot 100 e la novantatreesima della Billboard Canadian Hot 100. In Australia la canzone raggiunse la top ten della ARIA Hitseekers. Il video musicale, diretto da Philip Andelman, mostra Demi e la sua band suonando la canzone sopra un edificio abbandonato con il Manhattan Bridge sullo sfondo. Demi ha cantato la canzone molte volte, incluso per l'apertura del 2008 Disney Channel Games e al The Ellen DeGeneres Show. Il video conta 27 milioni di visualizzazioni.

## Composizione
Get Back fu scritta da Demi Lovato, Joe Jonas, Kevin Jonas II e Nick Jonas, e prodotta dai Jonas Brothers insieme a John Fields. La Lovato voleva scrivere una canzone sul tornare insieme con un ragazzo, poiché esistono già molte canzoni riguardo ad una rottura ed al cuore spezzato, pure nel suo album. Lei disse: "È un tipo di canzone divertente, ottimista e sarebbe davvero divertente poterla cantare alla persona per cui l'ho scritta." I Jonas Brothers contribuirono per le voci di sottofondo e per la base delle chitarre presenti nella traccia. In più co-produssero la canzone, anche Fields suonò il basso, chitarre e tastiere. Jack Lawless suonò la batteria e John Taylor contribuì per le voci di sottofondo e suonò la chitarra. La canzone fu pubblicata come primo singolo di Don't Forget il 12 Agosto 2008, negli Stati Uniti e in Canada come digital download. la versione di Radio Disney fu distribuita nello stesso giorno.
"Get Back" è una canzone suonata principalmente con la chitarra, nei generi pop rock e power pop. Secondo la spartitura della canzone pubblicata su Musicnotes.com di Sony/ATV Music Publishing, la canzone è basata su una metrica con oltre 120 beats al minuto. È su una chiave in C maggiore e la voce di Demi passa dalla nota 3 alla nota 5. Ed Masley di The Arizona Republic comparò la canzone ai lavori dei Tommy Tutone. Basandosi sul testo, la canzone riguarda il desiderio di tornare insieme con un ex fidandato, dimostrato nei versi "I want to get back to the old days", e "Kiss me like you mean it" (voglio tornare indietro ai vecchi tempi/Baciami come se ti importasse).

## Accoglienza
La canzone ricevette critiche positive. Judy Coleman di ‘'The Boston Globe'’ definì Get Back come una “benvenuta hit da ragazza rock” ".. Ed Masley di ‘'The Arizon Republic'’ incluse la canzone all'ottava posizione della sua “"Top 10 from the Disney girls", dicendo, “La canzone fu scritta con i Jonas Brothers, ma assomiglia più ad un B-Side dei Tommy Tutone dei primi anni 80 o cose del genere per cui Greg Kihn si tormentava “Loro non scrivono più in questo modo” ” Masley notò che la canzone è meglio live, come “quasi tutto quello che Loato tocca”. Masley concluse scrivendo "Quando lei canta 'I want to get back to the old days,' ciò che lei intende è tornare a quando lei e il suo ex-fidanzato erano felici, ma molto probabilmente I fans capiranno, grazie al power-pop, che vuole tornare a molto prima di quell momento." Stephen Thomas Erlewine di AllMusic la consider come una delle migliori tracce di Don't Forget. Joey Guerra di The Houston Chronicle disse che "questa canzone ti prende molto, e Demi riesce a gestire alcuni acuti fenomenali." Ken Barnes di USA Today lo definì come "insidioso singolo con lo stile dei Go-Go's ".

### Posizioni in classifica
Il 30 agosto 2008 "Get Back" debuttò alla quarantatreesima posizione della Billboard Hot 100. La settimana successive scese di cinquanta posizioni, arrivando alla novantatreesima posizione. La canzone rimase per sei settimane, finora ha venduto 574,000 copie digitali, secondo Nielsen SoundScan. In Canada, si piazzò alla novantatreesima posizione della Billboard Canadian Hot 100, che fu la sua unica apparizione nella classifica. In Australia, la canzone raggiunse la decima posizione della ARIA Hitseekers l'11 maggio 2009.

## Video Musicale e Live

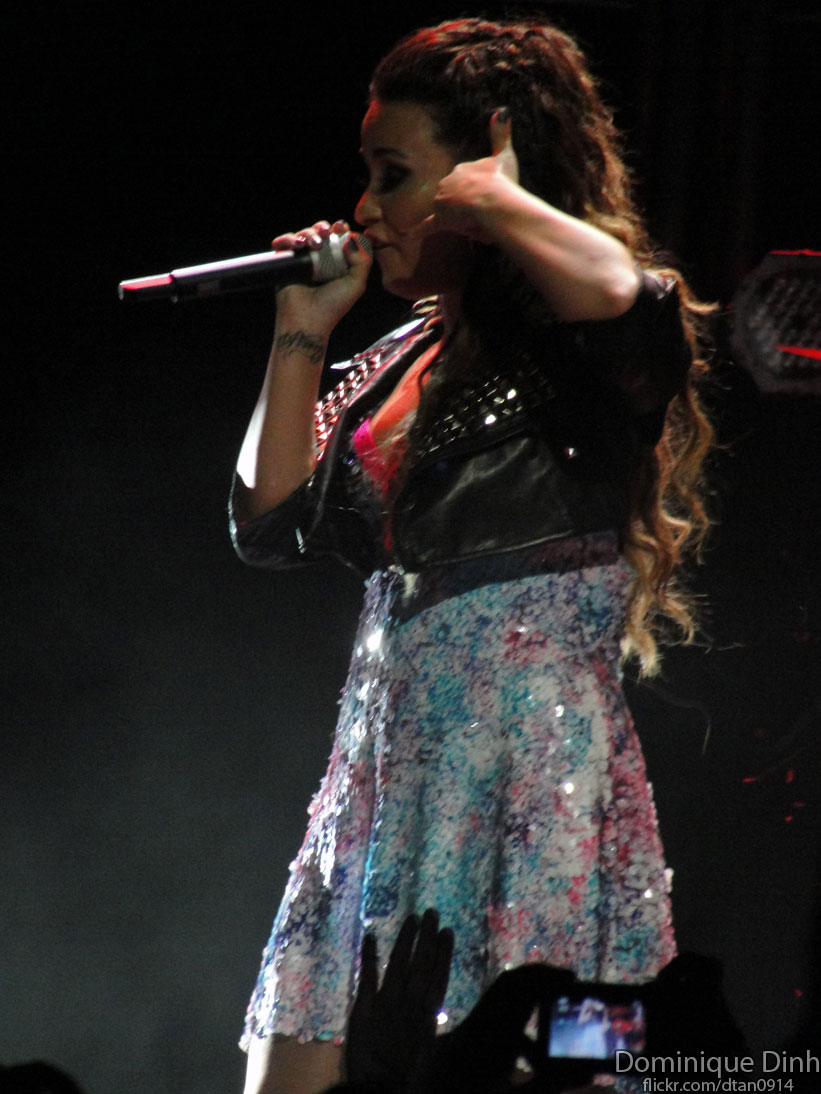
Lovato canta "Get Back" al Club Nokia, nel settembre 2011

"Get Back" fu diretto da Philip Andelman e lo registrò in un solo giorno. Il video debuttò su Disney Channel il 22 agosto 2008, dopo la première di Cheetah Girls: One World. Successivamente fu reso disponibile sull'iTunes Store il 16 settembre 2008. Il video inizia con una ripresa del Manhattan Bridge, Lovato e la sua band sono ripresi su un piccolo palcoscenico in cima ad un palazzo, lei indossa dei vestiti neri, una sciarpa di perline e guanti rossi. Dopo il primo verso e il ritornello, la Lovato balla sul palco con il Manhattan Bridge visibile. Dopo il primo ritornello, il sole tramonta e una ripresa da un aereo mostra la vita cittadina di sera. La seconda parte della canzone è cantata durante la notte. Durante la canzone, una ripresa mattutina mostra Demi mentre è seduta da sola sul tetto e guarda in disparate dalla telecamera. Dopo questo, lei ritorna sul palco e canta l'ultima parte della canzone durante la notte con le luci del ponte come sfondo. Il video termina con la fine della performance con Demi che si gira e camminando verso la sua band.
Lovato cantò "Get Back" per la prima volta alla cerimonia di aperture dei 2008 Disney Channel Games il 4 maggio 2008. Il 1º ottobre 2008 la cantò all'The Ellen DeGeneres Show. Il 19 gennaio 2009, Lovato canto la canzone insieme a "La La Land" all'Insediamento presidenziale di Barack Obama durante il Kids' Inaugural: "We Are the Future" a Washington, D.C., al Verizon Center, evento svolto per celebrare Barack Obama come Presidente degli Stati Uniti. Il 24 aprile 2009, Lovato la canto in versione austica nello studio di Radio Disney. Nello stesso mese canto all’iTunes Live from London. L'intera performance fu distribuita come uno speciale ep, disponibile sull'iTunes Store ma non in tutti i paesi, il 17 maggio 2009. Nel maggio 2009, Lovato cantò la canzone al Walmart, che fu pubblicata in Demi Lovato: Live: Walmart Soundcheck, contenente un CD con le versioni live delle canzoni, e l'intera performance con un'intervista sul DVD.
Demi Lovato cantò "Get Back" durante il suo primo mini tour, Demi Live! Warm Up e durante il tour dei Jonas Brothers, il Burnin' Up Tour, per il quale è stata l'artista d'apertura, durante l'estate del 2008. Successivamente, nel 2009, fu cantata durante il suo primo tour, Demi Lovato: Live In Concert. La canzone fu cantata per ultima, e Ed Masley di The Arizona Republic l'ha definita "super-carina". Nel 2010, la canto durante la mini parte del tour in Sud America come gran finale. Lovato la canto successivamente come numero d'apertura della sua set list durante il Jonas Brothers Live in Concert World Tour 2010. Nel settembre del 2011, fu inclusa nella scaletta del suo mini-concerto An Evening with Demi Lovato e durante il A Special Night With Demi Lovato.

## Tracce
Digital download
1. Get Back – 3:19

Radio Disney download
1. Get Back (Radio Disney version) – 3:19

Music Video version
1. Get Back (music video version) – 3:20 – L'unica cosa che cambia nella versione del video musicale è il verso "kiss me like you mean it" (baciami come se ti importasse) che è stato cambiato in "hold me like you mean it" (reggimi come se ti importassi).

## Formazione
- Demi Lovato – scrittrice, artista principale
- John Taylor – chitarre, voci di sottofondo
- Kevin Jonas II – scrittore, chitarre, voci di sottofondo
- Nick Jonas – scrittore, chitarre, voci di sottofondo
- Jack Lawless – batterie
- John Fields – basso, chitarre, tastiere, programmazione, produttore
- Joe Jonas – scrittore, voci di sottofondo
- Jonas Brothers – produttori

Fonte:

## Classifiche

### Classifiche Settimanali
| Classifiche (2008/2009)             | Massima Posizione |
| ----------------------------------- | ----------------- |
| Australia Hitseekers (ARIA)         | 10                |
| Canada (Billboard Canadian Hot 100) | 93                |
| Spagna (PROMUSICAE)                 | 54                |
| US Billboard Hot 100                | 43                |
| US Billboard Digital Songs          | 16                |

### Vendite
| Stato       | Certificazione | Vendite |
| ----------- | -------------- | ------- |
| Stati Uniti | Oro            | 578000  |